# یوکا یانو
یوکا یانو (انگلیسی: Yuuka Yano؛ زادهٔ ۶ ژانویهٔ ۱۹۹۸) بازیگر اهل ژاپن است. وی از سال ۲۰۱۵ میلادی تاکنون مشغول فعالیت بوده‌است.